# Anders Grubbe
Anders Pedersson Grubbe, född 4 juni 1596 i Linköpings församling, Östergötland, död 20 september 1623 i Linköpings församling, Östergötland, var en svensk präst och lektor.

## Biografi
Grubbe föddes 1596 i Linköpings församling. Han var son till assessorn Peder Mattsson Stiernfelt och Anna Andersdotter Björnram. Grubbe blev 19 oktober 1619 student vid Uppsala universitet och promoverades 1619 till filosofie magister vid Giessens universitet. Han blev 1621 rektor vid Norrköpings trivialskola och prästvigdes 23 maj 1621. År 1622 blev han teologie lektor vid Katedralskolan, Linköping. Grubbe avled 1623 i Linköpings församling.

### Familj
Grubbe gifte sig 1622 med Brita Kylander (1602–1629). Hon var dotter till biskopen Jonas Kylander och Elin Håkansdotter i Linköping. Grubbe och Joensdotter fick tillsammans en dotter. Efter Grubbes död gifte Brita Kylander om sig med kyrkoherden Birgerus Beccander i Asby församling.